# Cantó de Cròc
El cantó de Cròc és un cantó francès del departament de Cruesa, situat al districte de Lo Buçon. Té 14 municipis i el cap és Cròc.

## Municipis
- Basvila
- Cròc
- Flaiac
- Mairinchal
- Pont Charreu
- Sent Anhan de Cròc
- Sent Bàrd
- Sent Jòrgi Negre Mont
- Sent Maurici de Cròc
- Sent Orador de Cròc
- Sent Pardos d'Arnèt
- La Masèira
- La Vila Nueva
- La Vialatèla

## Història
| Data d'elecció                           | Identitat       | Partit        | Qualitat |
| ---------------------------------------- | --------------- | ------------- | -------- |
| 1970-1994                                | Lucien Bardolle | Divers droite |          |
| 1994-2001                                | Jean Touchard   | RPR           |          |
| 2001-2008                                | Alain Gribet    | UDF           |          |
| 2008-                                    | René Roulland   | Divers gauche |          |
| les dades anteriors no són pas conegudes |                 |               |          |
|                                          |                 |               |          |

## Demografia
| 1962  | 1968  | 1975  | 1982  | 1990  | 1999  | 2006  |
| ----- | ----- | ----- | ----- | ----- | ----- | ----- |
| 4.471 | 4.849 | 4.601 | 4.178 | 3.606 | 3.230 | 3.042 |